# مچ‌بندها: یک داستان عاشقانه
مچ‌بندها: یک داستان عاشقانه (به انگلیسی: Wristcutters: A Love Story) یک فیلم سینمایی آمریکایی در ژانر کمدی سیاه، فانتزی و فیلم جاده‌ای به نویسندگی و کارگردانی گوران دوکیچ با بازی پاتریک فوگیت و شانین سوسامون است.
این فیلم بر اساس داستان کوتاه " اتگار کرت " است.
این فیلم با بودجه تخمینی ۱ میلیون دلار تولید شده‌است. برای اولین بار در جشنواره فیلم ساندنس ۲۰۰۶، در ۱۹ اکتبر ۲۰۰۷ با اکران محدود توزیع شد، قبل از اینکه در ۲ نوامبر ۲۰۰۷ به اکران گسترده گسترش یابد. در ۲۵ مارس ۲۰۰۸ بر روی DVD منتشر شد. این فیلم نقدهای مثبتی از منتقدان دریافت کرد.

## داستان
داستان این فیلم در مورد ایستگاهی در دنیای پس از مرگ است که مخصوص انسان‌هایی که دست به خودکشی زده‌اند تعبیه شده‌است…